# Coralville
Coralville é uma cidade localizada no estado americano de Iowa, no Condado de Johnson.

## Demografia
Segundo o censo americano de 2000, a sua população era de 15.123 habitantes.
Em 2006, foi estimada uma população de 18.017, um aumento de 2894 (19.1%).

## Geografia
De acordo com o United States Census Bureau tem uma área de
26,5 km², dos quais 26,4 km² cobertos por terra e 0,1 km² cobertos por água.

## Localidades na vizinhança
O diagrama seguinte representa as localidades num raio de 16 km ao redor de Coralville.